# Powiat Nowe Miasto nad Wagiem
Powiat Nové Mesto nad Váhom (słow. okres Nové Mesto nad Váhom) – słowacka jednostka podziału administracyjnego znajdująca się w kraju trenczyńskim. Powiat Nové Mesto nad Váhom zamieszkiwany jest przez 62 708 obywateli (dane z 2010) i zajmuje obszar 580 km². Średnia gęstość zaludnienia wynosi 108,1 osób na km². 